# روبي دويل
روبي دويل (بالإنجليزية: Robbie Doyle)‏ (22 أبريل 1982 في جمهورية أيرلندا - ) هو لاعب كرة قدم أيرلندي في مركز الهجوم. شارك مع منتخب جمهورية أيرلندا تحت 17 سنة لكرة القدم ومنتخب جمهورية أيرلندا تحت 21 سنة لكرة القدم. أما مع النوادي، فقد لعب مع أولدهام أثلتيك وباتريك أتلتيك وبلاكبيرن روفرز وماكليسفيلد تاون ونادي بوهيميان ونادي دوندالك ونادي كلية جامعة دبلن وهدرسفيلد تاون وSporting Fingal F.C. ‏ وBray Wanderers F.C. ‏.

## وصلات خارجية
- روبي دويل على موقع قاعدة بيانات كرة القدم.إي يو (الإنجليزية)